# Vale Samba
Vale Samba é uma Escola de Samba da cidade de Joaçaba.
Mais antiga escola de samba Joaçabense, nasceu em 1979 através da fusão de dois blocos carnavalescos: Fino Tato e Reis do Petróleo. Já no primeiro ano desfilando, sagrou-se campeã.
É a recordista de títulos, com 16 conquistas no total, sendo tetracampeã consecutiva, entre 1999 e 2002.
Suas cores são Azul e Branco, as mesmas cores oficiais do município de Joaçaba. A escola conta em sua estrutura com um barracão localizado no Bairro Vila Pedrini.

## História
Fundada em 1979, é a mais antiga das agremiações joaçabenses. Também a mais vezes campeã, tendo conquistado em 2012 seu 15º título. A escola azul e branca conta com 1.600 integrantes, sendo a maior da cidade. Possui barracão próprio e o obteve o Spaço Vale Samba, local onde realizavam-se os ensaios de bateria e demais eventos. Atualmente seu presidente é Ademir Lamb para o biênio 2020/2022, e como Carnavalesco Rodrigo Gabriel Vargas para o ano de 2021. A Escola muitas vezes por dificuldades financeiras, criou desfiles utilizando materiais reciclados e reaproveitados de outros desfiles. Seu símbolo é a Coroa.
Foi tetracampeã consecutiva em 1999, 2000, 2001 e 2002, este último dividido entre Vale Samba e Unidos do Herval, devido a problemas técnicos que impossibilitaram uma disputa de igual para igual (a Aliança não participou deste carnaval). Completou 30 anos em 2009.
Em 2011 levou à avenida o enredo "No espelho me inspirei, por seu reflexo me apaixonei, no compasso da Vale-Samba, você pode ser o rei". Conquistou o título após 2 anos como vice-campeã, tendo contado em seu desfile, com a ex-BBB Fani Pacheco  como musa da bateria.
Em 2009 mais um recorde: 2000 integrantes na avenida, número nunca antes atingido em Joaçaba.[carece de fontes?]
No mesmo ano de 2009 a Vale Samba trouxe ao seu desfile o artista global e grande sambista Airton Graça. O mesmo deu um show de simpatia na avenida, ajudando inclusive a distribuir bandeirinhas da escola minutos antes do desfile.[carece de fontes?]
Foi campeã novamente em 2011 e 2012.
Em 2013, ocorreu uma polêmica com o ex-presidente e ex-carnavalesco da escola, Jorge Fernandes Zamoner, que processou a escola na Justiça do Trabalho. O carnavalesco, após ser demitido, ajudou a fundar a Acadêmicos do Grande Vale. Nos anos seguintes a Vale Samba passou por dificuldades, em suma financeiras. No ano de 2017 optou por não desfilar devido a tragédia do falecimento do presidente Alcemir Ribeiro. A escola fez uma homenagem na avenida para o presidente e prometeu voltar a avenida em 2018 com a alegria e garra que sempre apresentou, entretanto não conseguiu cumprir sua missão, alegando não ter condições financeiras  e assim não conseguir realizar um Desfile a altura do torcedor Azul e Branco.  
Em 2019, a Escola volta à Avenida para comemorar seus 40 anos de fundação, com o enredo "A força nos Move"  ficando com a última colocação do Carnaval. Em 2020, novamente em decorrência de dificuldades financeiras a Escola não conseguiu voltar à Avenida. 

## Segmentos

### Presidentes
| Período     | Presidente                          | Ref.   |
| ----------- | ----------------------------------- | ------ |
| 2008 - 2009 | Carlos Alberto de Pelegrin (Preto)  |        |
| 2011 - 2013 | Marcos Zanardo                      | [ 11 ] |
| 2013 - 2016 | Hermes Bersaghi                     | [ 12 ] |
| 2016        | Alcemir Ribeiro                     |        |
| 2016 - 2017 | Mario Lima                          |        |
| 2017 - 2019 | Hermes Bersaghi                     |        |
| 2019 - 2020 | Arli da Silva                       |        |
| 2020 - 2022 | Ademir Lamb                         |        |
| 2022 - 2024 | Ademir Lamb                         |        |
| 2024 - 2026 | Cristina Aparecida Antunes da Silva |        |

### Diretores
| Ano  | Diretor de Carnaval                  | Diretor geral de harmonia | Mestre de bateria                                  | Ref.   |
| ---- | ------------------------------------ | ------------------------- | -------------------------------------------------- | ------ |
| 2014 | Susana Paludo e Ane Severo Rodrigues | Aloir                     | Isaías Alves, Vilmar Bittencourt e Cilon Rodrigues |        |
| 2015 | Susana Paludo e Ane Severo Rodrigues | Aloir                     | Isaías Alves                                       | [ 13 ] |
| 2016 | Susana Paludo e Ane Severo Rodrigues | Aloir                     | Isaías Alves                                       |        |
| 2019 | Eliane Cortina                       | Emerson Vieira            | Digão                                              |        |
| 2021 | Mônica Pozzebon                      | Gustavo Martini Mafra     | César Farias                                       |        |
| 2023 |                                      | Homero Almeida            | Alexandre Almeida                                  |        |
| 2024 |                                      | Homero Almeida            | Alexandre Almeida                                  |        |
| 2025 | Anderson Tavares                     | Homero Almeida            | Alexandre Almeida                                  |        |

### Coreógrafo Comissão de Frente
| Ano  | Nome               | Ref. |
| ---- | ------------------ | ---- |
| 2014 | Luiz Israel David  |      |
| 2015 | Luiz Israel David  |      |
| 2016 | Luiz Israel David  |      |
| 2019 | Leonardo Ficagna   |      |
| 2023 | Gabriel Alberguini |      |
| 2024 | Gabriel Alberguini |      |
| 2025 | Gabriel Alberguini |      |

### Casal de Mestre-sala e Porta-bandeira
| Ano         | Nome                                       | Ref.   |
| ----------- | ------------------------------------------ | ------ |
| 2003 - 2009 | Júlio Alberguini e Fernanda Zamoner        |        |
| 2014        | Baianinho e Analiê Pasquali                | [ 14 ] |
| 2015        | Wlademir Vieira e Letícia Baptista         | [ 14 ] |
| 2016        | Lucas Bissani e Leticia Ficagna            |        |
| 2017        | Lucas Bissani e Leticia Ficagna            | [ 15 ] |
| 2019        | Wilson Nichelle e Leticia Ficagna          |        |
| 2023        | Wilson Nichelle e Analiê Pasquali          |        |
| 2024        | Wilson Nichelle e Analiê Pasquali          |        |
| 2025        | Arisson Bagé e Isabella Mattos de Oliveira |        |

### Corte de bateria
| Período | Rainha                  | Madrinha                | Musa                    | Ref.   |
| 2014    | Ingrid Lima             |                         | Cássia Carina Prudêncio | [ 14 ] |
| 2015    | Suzana Lima             | Cássia Carina Prudêncio | Sophia Melito Araujo    | [ 14 ] |
| 2016    | Suzana Lima             | Sophia Melito Araujo    | Alexandra Silva         |        |
| 2017    | -                       | -                       | -                       | [ 15 ] |
| 2019    | Alexandra Ehlert        | Sonia Mara Wegher       |                         |        |
| 2023    | Alexandra Ehlert        | Sonia Mara Wegher       |                         |        |
| 2024    | Cássia Carina Prudêncio | Sonia Mara Wegher       |                         |        |
| 2025    | Alexandra Ehlert        |                         |                         |        |

## Carnavais
| Ano  | Colocação   | Enredo | Carnavalesco                                                                  | Ref.          |
| ---- | ----------- | --- | ----------------------------------------------------------------------------- | ------------- |
| 1979 | Campeã      | Reis do Petróleo | Jorge Fernandes Zamoner                                                       | [ 5 ]         |
| 1980 | Vice-campeã | O Mundo Colorido Do Vale | Jorge Fernandes Zamoner                                                       | [ 5 ]         |
| 1981 | Campeã      | As Quatro Estações | Jorge Fernandes Zamoner                                                       | [ 5 ]         |
| 1982 | Campeã      | O Circo | Jorge Fernandes Zamoner                                                       | [ 5 ]         |
| 1987 | Campeã      | A História do Carnaval de Joaçaba | Jorge Fernandes Zamoner                                                       | [ 5 ]         |
| 1994 | Campeã      | Vale Samba, sua História, sua Glória | Jorge Fernandes Zamoner                                                       | [ 5 ]         |
| 1995 | Campeã      | A Lenda do Vale do Rio | Jorge Fernandes Zamoner                                                       | [ 5 ]         |
| 1996 | Campeã      | Entre o Céu e a Terra brilham astros | Jorge Fernandes Zamoner                                                       | [ 5 ]         |
| 1997 | Vice-campeã | Água que Passarinho não Bebe | Jorge Fernandes Zamoner                                                       | [ 5 ]         |
| 1998 | Vice-campeã | Dos Alpes da Valsa ao Vale do Samba | Jorge Fernandes Zamoner                                                       | [ 5 ]         |
| 1999 | Campeã      | A zebra está no ar | Jorge Fernandes Zamoner                                                       | [ 5 ]         |
| 2000 | Campeã      | Do passado Contestado, um presente de futuro | Jorge Fernandes Zamoner                                                       | [ 5 ]         |
| 2001 | Campeã      | Nas asas da imaginação | Jorge Fernandes Zamoner                                                       | [ 5 ]         |
| 2001 | Campeã      | Pão, sombra e água fresca | Jorge Fernandes Zamoner                                                       | [ 5 ]         |
| 2003 | Vice-campeã | Mérica, Mérica... Siamo Drio Andare - Pátria Amada Brasil | Jorge Fernandes Zamoner                                                       | [ 5 ]         |
| 2004 | Campeã      | É prata, é ouro: a Festa das Festas | Jorge Fernandes Zamoner                                                       | [ 5 ]         |
| 2005 | Vice-campeã | Do Pariental ao Virtual, a Vale Samba Faz do Papel seu Carnaval                                                                                                  | Jorge Fernandes Zamoner                                                       | [ 5 ]         |
| 2006 | Vice-campeã | Itá Luz, Fonte de Inspiração | Jorge Fernandes Zamoner                                                       |               |
| 2007 | Vice-campeã | Joaçaba, Pátria-Mãe | Jorge Fernandes Zamoner                                                       | [ 5 ]         |
| 2008 | Campeã      | No caminho dos seringais, a Vale Samba percorre a Amazônia: preservar é preciso                                                                                  | Jorge Fernandes Zamoner                                                       | [ 5 ]         |
| 2009 | Vice-campeã | África, velha matriz: a Vale é Samba... é Raça... é Raiz ! | Jorge Fernandes Zamoner                                                       | [ 5 ]         |
| 2010 | Vice-campeã | Energia Elemental: A Força da Alquimia do Carnaval | Jorge Fernandes Zamoner                                                       | [ 5 ]         |
| 2011 | Campeã      | No espelho me inspirei, por seu reflexo me apaixonei, no compasso da Vale Samba, você pode ser o rei                                                             |                                                                               |               |
| 2012 | Campeã      | Evolução, revolução... O fantástico mundo da comunicação! Intérpretes: Kako SP, Dinho da Vale, Giovani Castilhos e Edson Liz                                     | Hernani Siqueira e Luiz Dorini                                                |               |
| 2013 | Vice-campeã | Por toda Santa Catarina, com muito amor, Rogai Por Nós! | Paulo Magalhães, Luiz Dorini, Charles Nazareth, Alan Guimarães e Davi Slavick | [ 16 ]        |
| 2014 | 3º lugar    | O alimento é sagrado no celeiro do carnaval! A Vale planta alegria e vai colher felicidade. Intérpretes:Kako SP, Dinho da Vale, Giovani Castilhos e Zolá Duarte. | Paulo Guimarães e Luiz Dorini                                                 | [ 17 ] [ 18 ] |
| 2015 | 3º lugar    | Mágico... é a felicidade em cada um de Oz |                                                                               | [ 19 ] [ 20 ] |
| 2016 | 3º lugar    | Na mordida da Maçã a vale vai enfeitiçar você | Comissão de Carnaval                                                          | [ 21 ]        |
| 2019 | 4º lugar    | A Força que nos Move. | Flavia Pacchely                                                               | [ 22 ]        |
| 2023 | Vice-campeã | O Gran Cirque Universal | Zezzo Henzze                                                                  |               |
| 2024 | Vice-campeã | Raízes | Zezzo Henzze                                                                  |               |
| 2025 | Campeã      | Abracadabra (A magia está no ar) | Zezzo Henzze                                                                  |               |

Em junho de 2020, a diretoria da Vale Samba nomeou Rodrigo Gabriel Vargas como carnavalesco. O jovem, natural do Município de Herval d'Oeste assumiu o cargo com apenas 18 anos, sendo considerado então o carnavalesco mais jovem do Brasil. 